# ناربورو، لسترشر
ناربورو (به انگلیسی: Narborough) یک روستا و محله مدنی در بریتانیا است که در Blaby واقع شده‌است. ناربورو ۸٬۴۴۸ نفر جمعیت دارد.